# Горбунов, Михаил Иванович (государственный деятель)
Михаи́л Ива́нович Горбуно́в (1904, Малмыжский уезд, Вятская губерния — февраль 1969, Свердловск) — советский государственный и политический деятель.

## Биография
Родился в 1904 году в деревне Красный Ключ Малмыжского уезда Вятской губернии. Член ВКП(б).
С 1924 года — рабочий на заводах Ижевска. В 1938 году окончил Уральский индустриальный институт по специальности инженер-строитель.
С 1938 года — на партийной и государственной работе в Свердловской области:
- инструктор, зав. сектором Свердловского обкома ВКП(б);
- секретарь, 1-й секретарь Нижнетагильского горкома ВКП(б) (1939—1941);
- секретарь, заместитель секретаря Свердловского обкома ВКП(б) (1941—1949);
- 1-й заместитель председателя Свердловского облисполкома (1949—1954).

Делегат (от Свердловской областной парторганизации) XVIII конференции ВКП(б) (1941). Депутат (от Свердловской области) Верховного Совета РСФСР 3-го созыва (1951—1955).
В 1954—1962 годы работал в Казахстане: заместитель председателя Совета Министров Казахской ССР, председатель Государственного комитета по делам строительства Казахской ССР. Член ЦК КП Казахстана, депутат Верховного Совета Казахской ССР.
В 1962—1968 годы — начальник Северо-Уральской бассейновой инспекции по использованию и охране водных ресурсов Министерства мелиорации и сельского хозяйства РСФСР.
С 1968 года на пенсии, персональный пенсионер союзного значения. Умер в феврале 1969 года в Свердловске. Похоронен на Широкореченском кладбище.

## Награды
- орден Красной Звезды,
- орден «Знак Почёта»,
- медали.

## Комментарии
1. ↑  Деревня Красный Ключ в последующем входила в состав Рус-Верх-Гоньбинского, Тат-Верх-Гоньбинского сельсоветов Малмыжского района Кировской области; упразднена 16.9.1999[1].